# Eudorylas kansensis
Eudorylas kansensis är en tvåvingeart som först beskrevs av Hardy 1940.  Eudorylas kansensis ingår i släktet Eudorylas och familjen ögonflugor. Inga underarter finns listade i Catalogue of Life.